# 中阳高速公路
中阳高速公路是一条位於中华人民共和国广东省的东西横向高速公路，起点位于中山市横门岛，经中山，江门（新会，台山，开平，恩平）阳江阳春等地，止于阳江市阳春市陂面镇凤尧村接汕湛高速公路。粤高速编号：S26）。
该高速以开平市百合镇罗汉山西水库为界分两部分施工，东边为中开高速公路，西为开春高速公路。中阳高速公路原为独立高速，阳信高速通车后作为中阳信高速公路的组成部分。

## 分段

### 中山至开平段
中开高速公路项目分主线和小榄支线兩部分，其中前者起点位于中山市东部横门岛，与深中通道相接，经南朗镇、火炬开发区，沿中山南外环路、在建横四线向西，跨越磨刀门水道进入江门市，然后途经新会的大鳌、睦洲、大广海湾经济区（三江、双水）、罗坑，台山的大江、水步、白沙，开平的赤坎、百合，恩平沙湖等经济重镇（区），终点接沈海高速公路，并与高恩高速公路、开春高速公路对接；後者则始于中山市西区，以立交形式与主线相接，终点以立交形式接佛江高速公路江门段。
公路项目全长152.5公里，其中主线长130.7公里，小榄支线则长19.94公里。主线采用双向6车道技术标准，设计时速为120公里每小时（部分路段为100公里每小时），总投资约265.17亿元人民幣，计划在2025年完工, 台山段於2020年12月28日建成通车, 新會段於2023年1月16日建成通车。

### 阳春至开平段
起点位于江门市开平市赤坎镇，与中开高速公路、高恩高速公路对接，途径江门市恩平市君堂镇，牛江镇，良西镇，大田镇，阳江市阳春市春湾镇，合水镇，止于阳江市阳春市陂面镇，与罗阳高速公路对接。项目总投资为134.02亿元，全线采用双向六车道高速公路技术标准建设，设计时速120公里/小时，互通立交10处，服务区两处，停车区一处。项目于2017年11月13日启动，計劃2020年建成通车。

## 互通枢纽及服务设施
| 地区                                                                                         | 里程 | 类型                              | 名称            | 连接                      | 说明                     |
| -------------------------------------------------------------------------------------------- | ---- | --------------------------------- | --------------- | ------------------------- | ------------------------ |
| 中山市                                                                                       |      | 出入口                            | 翠亨东          | 深中通道 未来大道         |                          |
| 中山市                                                                                       |      | 枢纽                              | 火炬东          | 中山东环高速公路          | 中山东环高速建设中       |
| 中山市                                                                                       |      | 停车场 · 加油设施 · 修车站 · 餐厅 | 火炬            | 火炬                      |                          |
| 中山市                                                                                       |      | (16)                              | 火炬西 中山城东 | 广珠东线高速公路 博爱七路 |                          |
| 中山市                                                                                       |      | (25)                              | 金钟湖          | 南外环路 东苑路           |                          |
| 中山市                                                                                       |      | (33)                              | 隆都            | 工业大道 凤凰路           | 仅中山方向入，阳春方向出 |
| 中山市                                                                                       |      | (38)                              | 康乐            | 广珠西线高速公路          |                          |
| 中山市                                                                                       |      | (40)                              | 西江花洲        | 西二环路                  | 仅中山方向出，阳春方向入 |
| 中山市                                                                                       |      | (44)                              | 横栏宝裕        | 中山西环高速公路          |                          |
| 江门市 新会区                                                                                |      | (47)                              | 大鳌            | 232乡道                   |                          |
| 江门市 新会区                                                                                |      | (52)                              | 新沙            | 江珠高速公路              |                          |
| 江门市 新会区                                                                                |      | (55)                              | 江睦            | 新中公路                  |                          |
| 江门市 新会区                                                                                |      | 出入口                            | 三江            | 江门大道 银湖路           | 江門站                   |
| 江门市 新会区                                                                                |      | 出入口                            | 双水            | 双水大道南                |                          |
| 江门市 新会区                                                                                |      | 枢纽                              | 龙头            | 银洲湖高速公路            | 银洲湖高速建设中         |
| 江门市 新会区                                                                                |      | 出入口                            | 天亭            | 天亭                      |                          |
| 江门市 新会区                                                                                |      | 出入口                            | 罗坑            | 罗坑                      |                          |
| 江门市 台山市                                                                                |      | 枢纽                              | 大江南          | 新台高速公路              |                          |
| 江门市 台山市                                                                                |      | 出入口                            | 和安里          | 江南大道                  |                          |
| 江门市 台山市                                                                                |      | 出入口                            | 水步            | 台开快速路                |                          |
| 江门市 台山市                                                                                |      | 出入口                            | 华安            | 328乡道                   |                          |
| 江门市 台山市                                                                                |      | 出入口                            | 白沙            | 中和路                    | 開平南站                 |
| 江门市 开平市                                                                                |      | 停车场 · 加油设施 · 修车站 · 餐厅 | 赤坎            | 赤坎                      |                          |
| 江门市 开平市                                                                                |      | 出入口                            | 赤坎            | 557县道                   |                          |
| 江门市 开平市                                                                                |      | 出入口                            | 百合            | 325国道                   |                          |
| 江门市 开平市                                                                                |      | 枢纽                              | 罗汉山          | 高恩高速公路              | 中山方向出口尚未开通     |
| 江门市 恩平市                                                                                |      | 出入口                            | 君堂            | 文澜大道                  |                          |
| 江门市 恩平市                                                                                |      | 枢纽                              | 沙岗            | 开阳高速公路              |                          |
| 江门市 恩平市                                                                                |      | 出入口                            | 牛江            | 莲开大道                  |                          |
| 江门市 恩平市                                                                                |      | 停车场 · 加油设施 · 修车站 · 餐厅 | 良西            | 良西                      |                          |
| 江门市 恩平市                                                                                |      | 出入口                            | 良西            | 恩春中路                  |                          |
| 江门市 恩平市                                                                                |      | 出入口                            | 大田            | 恩春中路                  |                          |
| 阳江市 阳春市                                                                                |      | 出入口                            | 春湾            | 125乡道                   |                          |
| 阳江市 阳春市                                                                                |      | 停车场 · 加油设施 · 修车站 · 餐厅 | 高流河          | 高流河                    |                          |
| 阳江市 阳春市                                                                                |      | 出入口                            | 合水            | 建设南路                  |                          |
| 阳江市 阳春市                                                                                |      | 出入口                            | 陂面南          | 601县道                   | 仅中山方向入，阳春方向出 |
| 阳江市 阳春市                                                                                |      | 枢纽                              | 南星            | 罗阳高速公路 陽信高速公路 | 阳信高速公路建设中       |
| 1.000 英里 = 1.609 千米；1.000 千米 = 0.621 英里 并行路段 • 已关闭／取消 • 限制进入 • 未开放 |      |                                   |                 |                           |                          |